# Römisches Theater von Neapel
Das Römische Theater von Neapel (italienisch Teatro romano di Neapolis oder Teatro romano dell'Anticaglia) ist ein römisches antikes Theater im historischen Zentrum Neapels. Es ist fast vollständig mit Wohngebäuden überbaut, man kann heute aber auch unter den Wohngebäuden befindliche Teile des Theaters besichtigen.
Das Theater wird im Norden von der Via Anticaglia, im Osten vom Vico Giganti und im Westen von der Via San Paolo begrenzt. Der Vico Cinquesanti führt direkt durch das antike Theater.

## Galerie

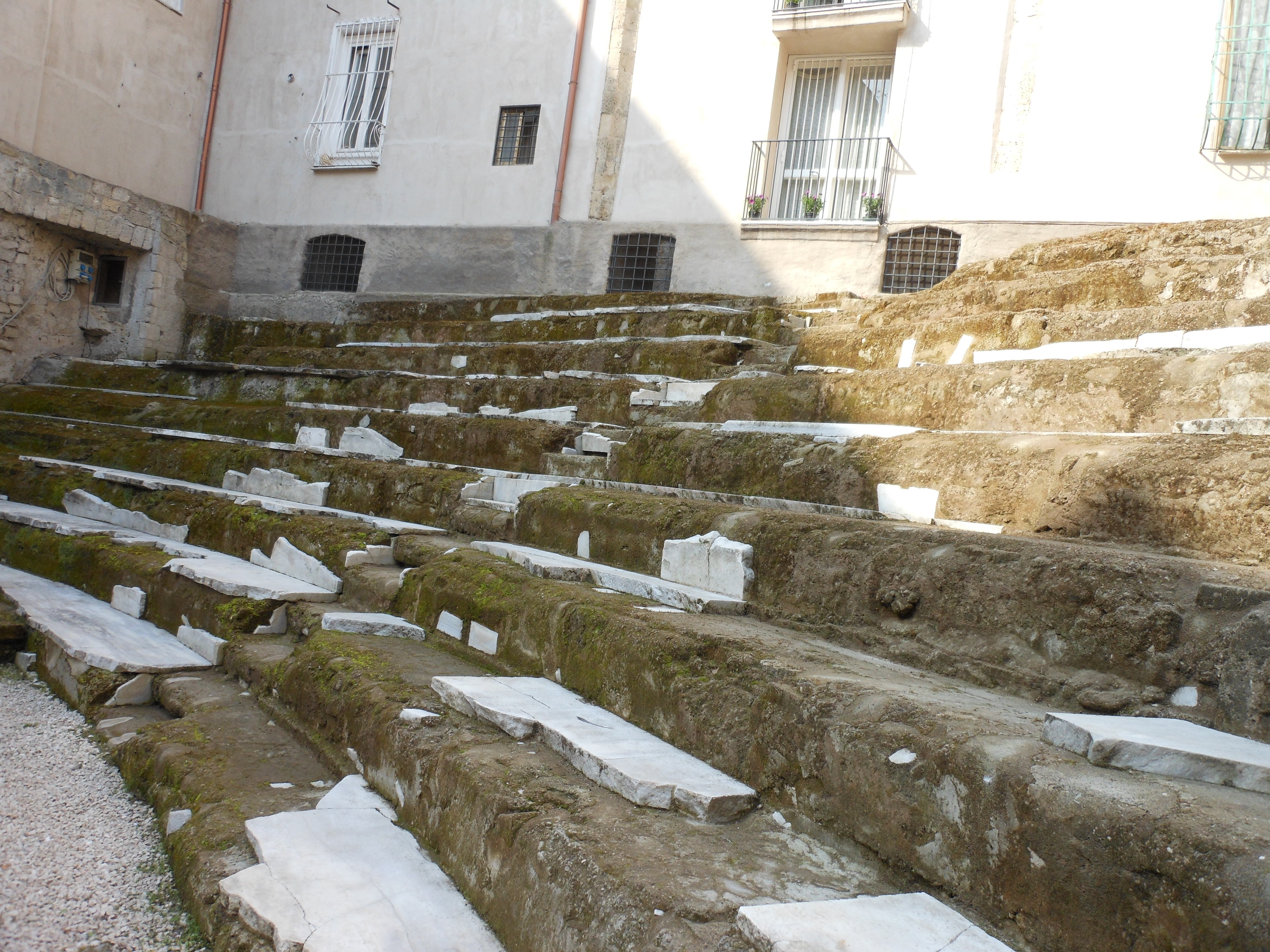
In einem Hof gelegene Reste der Sitztribüne
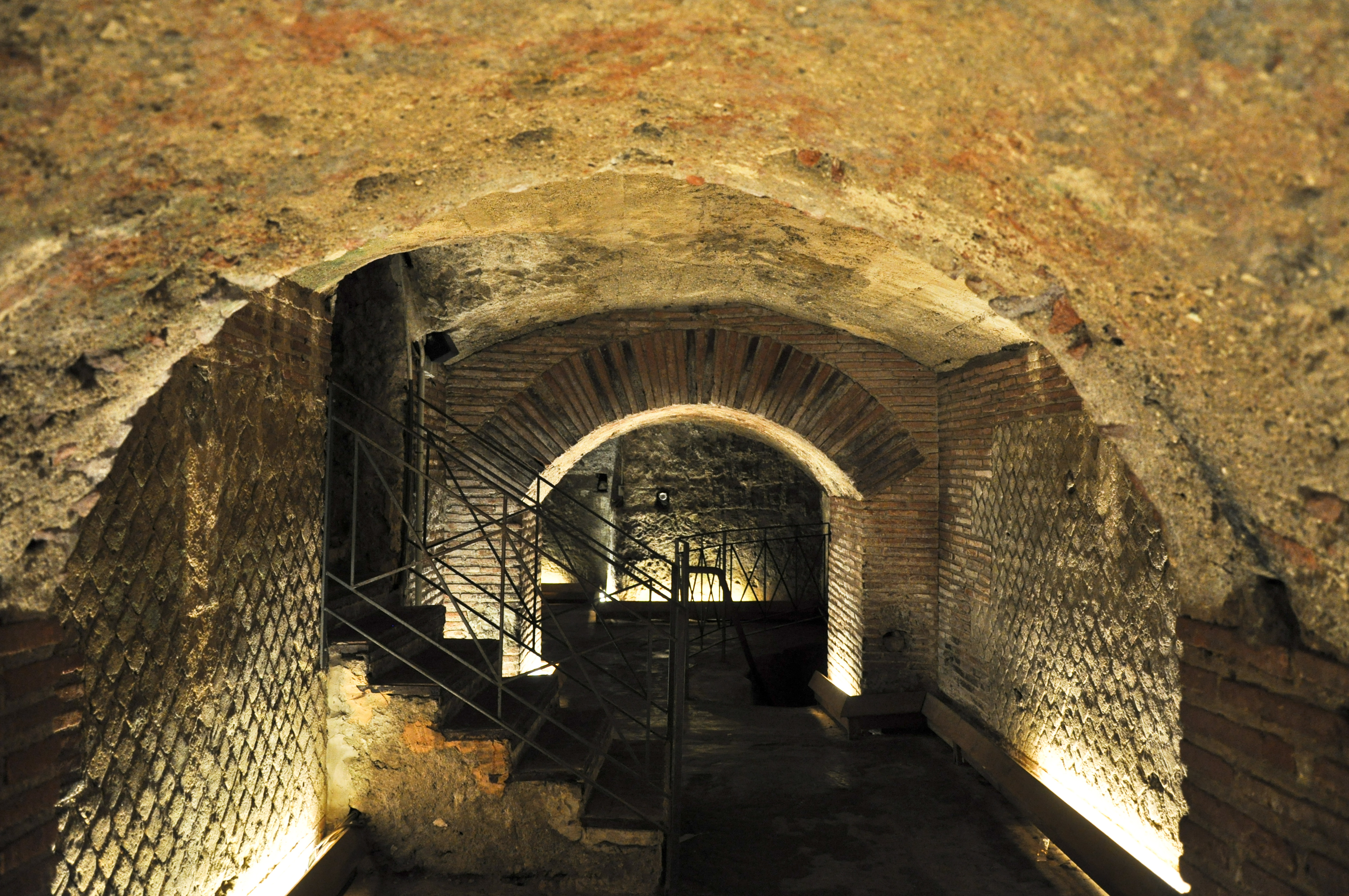
Ein heute unter Wohnhäusern gelegener Gang des Theaters
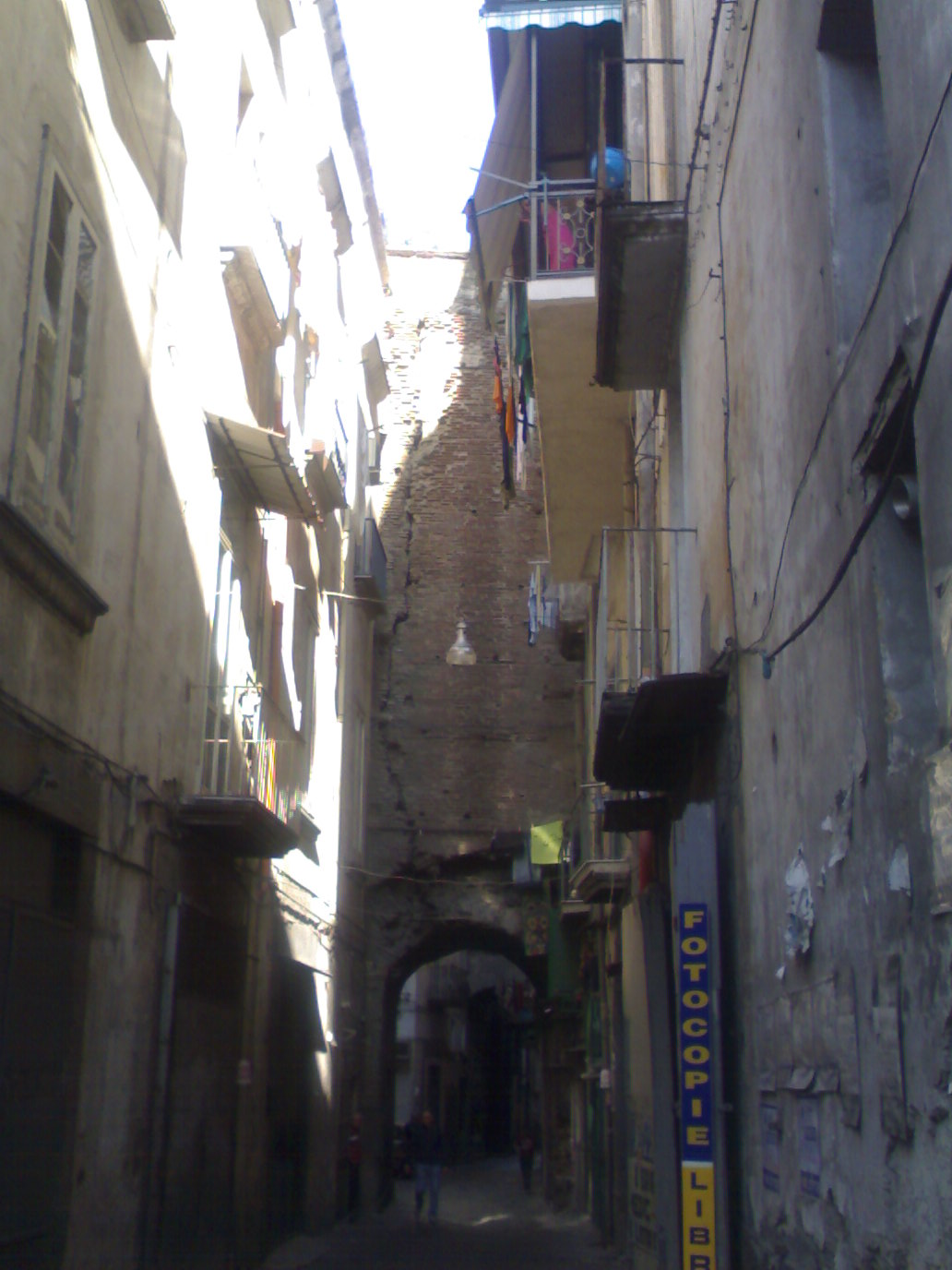
Ein Stützbogen des Theaters in der Via Anticaglia
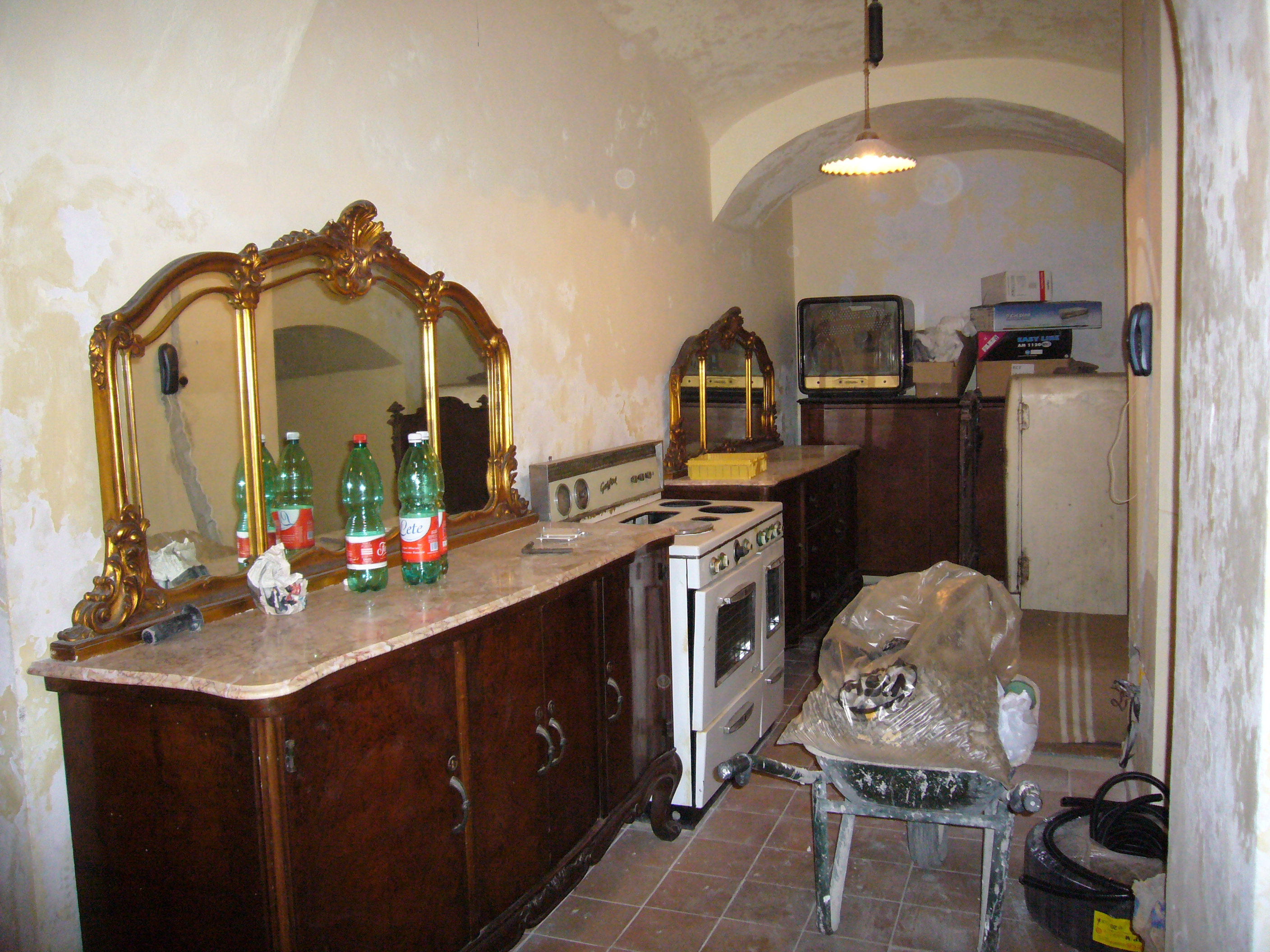
Eine ehemalige Wohnung, unter der sich ein Teil der Ausgrabungen befindet
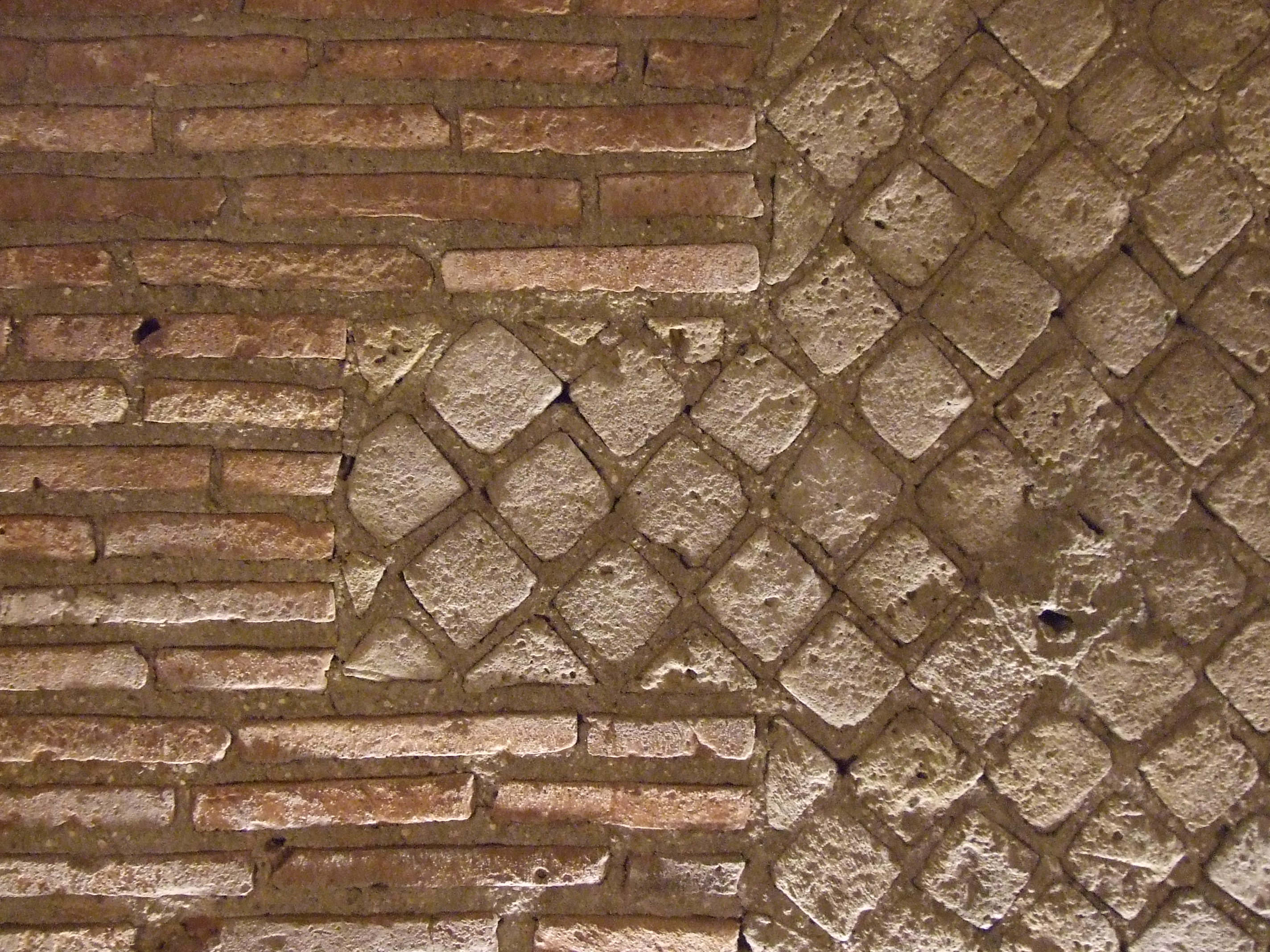
Nahaufnahme einer römischen Mauerart, opus compositum genannt